# Stylochopsis malayensis
Stylochopsis malayensis is een soort in de taxonomische indeling van de platwormen (Platyhelminthes). De worm is tweeslachtig en kan zowel mannelijke als vrouwelijke geslachtscellen produceren. De soort leeft in zeer vochtige omstandigheden. 
De platworm komt uit het geslacht Stylochopsis. Stylochopsis malayensis werd in 1876 beschreven door Collingwood.